# Дришлюк, Кирилл Павлович
Кири́лл Па́влович Дришлю́к (укр. Кирило Павлович Дришлюк, род. 16 сентября 1999, Борисполь, Киевская область) — украинский футболист, полузащитник луганской »Зари».

## Биография

### Клубная карьера
Воспитанник футбольной школы киевского «Динамо». С 2016 года — игрок кропивницкой «Звезды». С начала сезона 2016/17 выступал преимущественно за юношескую (10 игр) и молодёжную (9 игр) команды клуба. За основную команду дебютировал 23 апреля 2017 года, на 83-й минуте выездного матча против каменской «Стали» заменив Максима Драченко. Всего за два сезона в составе «Звезды» провёл 25 матчей в высшей лиге.
Летом 2018 года перешёл в «Александрию», но за полтора сезона не сыграл ни одного матча в чемпионате. Дважды выходил на поле в играх Кубка Украины.
В начале 2020 года перешёл в латвийский клуб «Спартак» (Юрмала) на правах аренды.

### Карьера в сборной
В мае 2017 года вызывался Александром Петраковым в юношескую сборную Украины (до 18 лет), а в сентябре того же года, им же был вызван в сборную до 19 лет. Дебютировал в юношеской сборной 4 октября 2017 года, на 88-й минуте матча против Албании заменив Тимофея Сухаря. Летом 2018 года в составе сборной отправился на юношеский чемпионат Европы в Финляндии, на котором команда дошла до полуфинала, а Дришлюк без замен провёл все 4 игры.
В июне 2019 года, в составе сборной до 20 лет, под руководством Петракова, выступал на молодёжном чемпионате мира. Дришлюк провёл без замен 5 игр из 7 сыгранных Украиной, включая финальный поединок против Южной Кореи. По итогам турнира сборная Украины стала чемпионом мира.

## Семья
Отец — Павел Дришлюк — офицер Воздушных сил ВСУ, погиб 6 июня 2014 года, в результате катастрофы самолёта Ан-30 над Славянском, в ходе вооружённого конфликта на востоке Украины.

## Достижения

### Командные
«Заря» (Луганск)
- Бронзовый призёр чемпионата Украины: 2022/23

Сборная Украины (до 20 лет)
- Чемпион мира среди молодёжных сборных: 2019

### Награды
- Орден «За заслуги» III степени (2019)[7]